# Shy FX

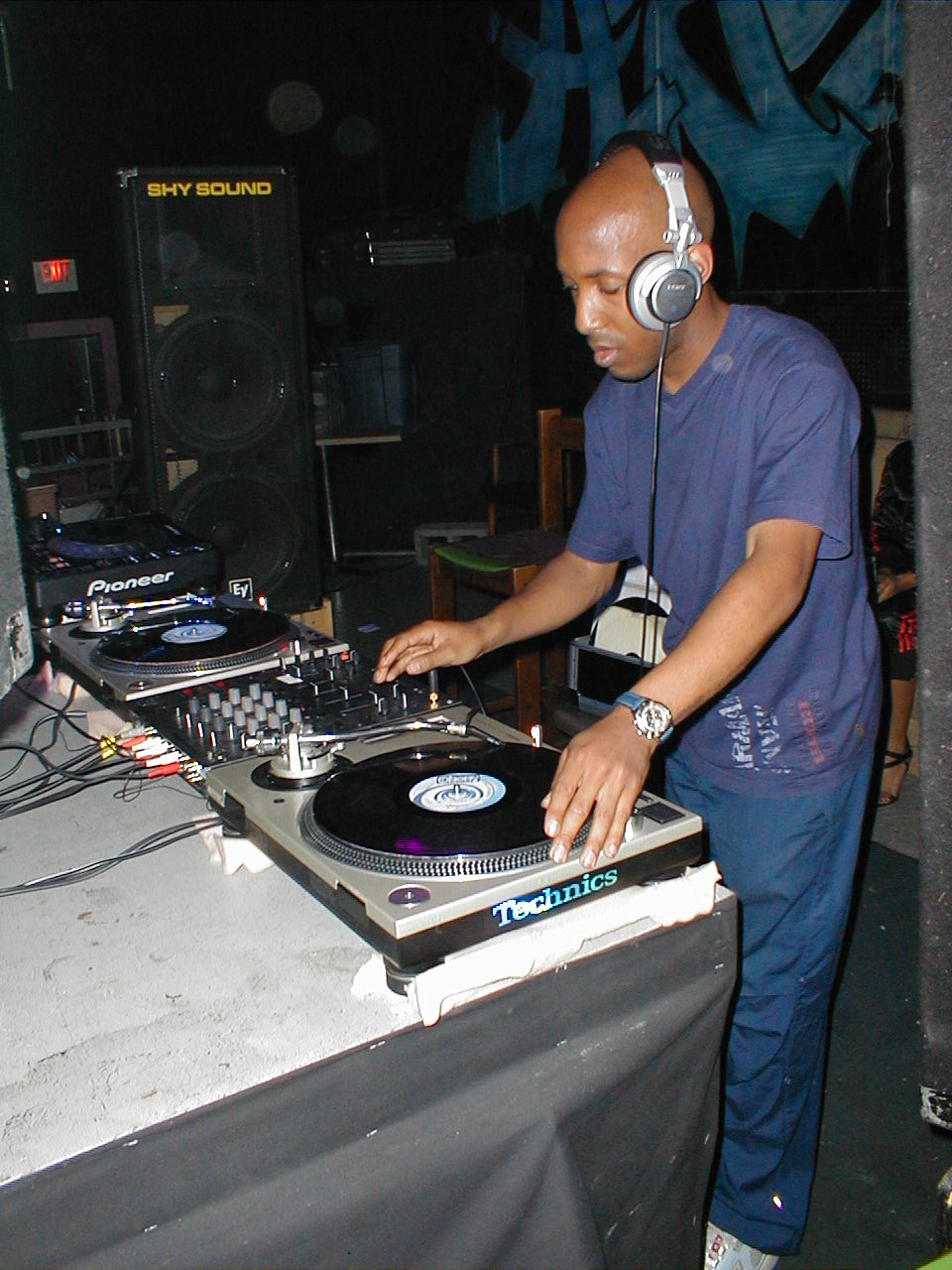
Shy FX (2004)

Shy FX (* 1976 in London; bürgerlich Andre Williams) ist ein britischer DJ. Er gilt als einer der bekanntesten DJs der Jungle- und Drum-and-Bass-Szene. Sein bekanntester Track ist der Raggajungle-Tune Original Nuttah feat. UK Apache von 1994, das auf einem Amen Break aufbaut. Auch sein früher Jump-Up-Track Wolf war in den britischen Charts zu finden.

## Karriere
Shy FX stammt aus East London, seine ersten Platten, Gangsta Kid und Sound of the Beast veröffentlichte er auf dem Label S.O.U.R. Nach dem großen Erfolg in den Charts verschwand er nahezu von der Bildfläche. Später gründete er sein eigenes Label Ebony, auf dem er mit The Message und Bambaata weitere einflussreiche Jump-Up-Tracks veröffentlichte. Daneben entstand das Schwesterlabel Ivory, auf dem sanftere „Roller“ veröffentlicht wurden.
Shy FX gehört heute zu dem Label Digital Soundboy. Mit seinem DJ-Kollegen T-Power hat er zwei Alben, Set It Off und Diary of a Digital Soundboy herausgebracht.

## Diskografie

### Alben
| Jahr | Titel                 | Höchstplatzierung, Gesamtwochen, AuszeichnungChartsChartplatzierungen (Jahr, Titel, Platzierungen, Wochen, Auszeichnungen, Anmerkungen) | Anmerkungen                         |
| Jahr | Titel                 | UK | Anmerkungen                         |
| ---- | --------------------- | --- | ----------------------------------- |
| 2002 | Set It Off            | UK100 (1 Wo.)UK | mit T. Power                        |
| 2019 | Raggamuffin Soundtape | UK89 Silber · (1 Wo.)UK | Erstveröffentlichung: 15. März 2019 |

### Singles
| Jahr | Titel Album                 | Höchstplatzierung, Gesamtwochen, AuszeichnungChartsChartplatzierungen (Jahr, Titel, Album, Platzierungen, Wochen, Auszeichnungen, Anmerkungen) | Anmerkungen                      |
| Jahr | Titel Album                 | UK | Anmerkungen                      |
| ---- | --------------------------- | --- | -------------------------------- |
| 1994 | Original Nuttah –           | UK39 Gold · (3 Wo.)UK | mit UK Apache                    |
| 1998 | Bambaata –                  | UK60 (3 Wo.)UK |                                  |
| 2002 | Shake Ur Body Set It Off    | UK7 (13 Wo.)UK | mit T. Power feat. DI            |
| 2002 | Don’t Wanna Know Set It Off | UK19 (4 Wo.)UK | mit T. Power feat. DI & Skibadee |
| 2002 | Wolf –                      | UK60 (2 Wo.)UK |                                  |
| 2003 | Feelin’ U Set It Off        | UK34 (2 Wo.)UK | mit T. Power & Kele Le Roc       |
| 2003 | Ra –                        | UK79 (2 Wo.)UK |                                  |
| 2005 | Feelings –                  | UK76 (1 Wo.)UK | mit T. Power                     |
| 2006 | Everyday –                  | UK75 (1 Wo.)UK | mit T. Power feat. Top Cat       |
| 2012 | Light Up (The World) –      | UK50 (1 Wo.)UK | mit Yasmin & Ms. Dynamite        |
| 2013 | Soon Come Cornerstone       | UK55 (1 Wo.)UK | feat. Liam Bailey                |
| 2013 | Cloud 9 –                   | UK62 (1 Wo.)UK | mit Ms. Dynamite                 |

Weitere Singles
- 2018: Roll the Dice (Shy FX feat. Stamina MC & Lily Allen, UK: Platin)